# Budde-Haus
A Budde-Haus egy művelődési központ Gohlis városrészben, Lipcsében. A ház 1890/91-ben lakóháznak épült a Bleichert család részére, 1956 óta pedig művelődési házként üzemel. Az épület, ami 1973 óta műemlékvédelem alatt áll és egy fontos képviselője a századfordulós német historizáló építészetnek, 2017. január óta egyike Lipcse 11 kulturális centrumának.

## Történet

### A ház története a második világháborúig: a Bleichert és Mende család
A mai Lützowstraße és Benedixstraße közti tágas telken már 1860-ban állt egy gázüzem és egy, az üzem vezetésére szolgáló kis villaépület. 1880-ban Adolf Bleichert (szül. 1845, Dessau, nevelkedett: Lipcse Gohlis kerületében), a Bleichert & Co. gyár tulajdonosa megvette a saját vállalkozásával szembeni területet a rajta álló épülettel együtt. Ezt a telken álló villa családi házzá való átépítése követte. 1890-ben azonban a régi házat lebontották, és a helyére 1890 és 1891 között felépült a „Villa Hilda”, Adolf Bleichert felesége, Hildegard után elnevezve.
A Bleichert családnak nyolc gyereke született, akik közül kettőt korai halál ért. Adolf Bleichert 1899-ben tuberkulózisban betegedett meg, majd 1901-ben egy svájci kórházban hunyt el, és a gohlisi temetőben lett eltemetve. A sírhelye ma is látogatható. A Bleichert-üzemek vezetését fiai, Max es Paul Bleichert vették át. 1918-ban a család nemesi szintre emelkedett, és a „von Bleichert“ nevet vette fel. 1920-ban a család kiköltözött a házból.
1927-ben a földterületet Karl Mende, egy lipcsei székhelyű ipari üvegkereskedő vette meg a családja számára. Hogy az épület a célnak megfeleljen, számos átépítési munkálatokat végeztek, mint például a felső szintek tetőzetének üveglapokra cserélése.
Az 1945-ös bombázások alatt a jobb szárny es az üvegkupola is megsérült. A Mende család tovább lakott itt, és a házban menekülteket is elszállásolt. Karl Mendét azonban 1952-ben hamis vádak miatt (monopólium létrehozása) letartóztatták, tulajdonait elvesztette. Később viszont hamis papírokkal sikerült a zwickaui börtönből kiszabadulnia és Nyugat-Berlinbe menekülnie.

### A Heinrich Budde Klubház az NDK alatt
A birtokot köztulajdonná nyilvánították és a Lipcsei Városi Hivatal alá helyezték. 1953 és 1954 között kollégiumként szolgált építészmérnöknek tanuló diákok részére, majd 1954 és 1955 között 80 sajátos nevelési igényűeknek létrehozott lányotthonként működött. A birtokot 1956-ban a Bleichert-üzemekből alakult VEB Verlade- und Transportanlagen Leipzig vette át, és kulturális célokra használta, augusztus 11-én pedig sikeresen „Klubhaus Heinrich Budde“ néven lett felavatva. A következő évtizedeket aktív kulturális élet jellemezte, többek között könyvtár, táncelőadások és munkacsoportok színhelye volt a ház.

### A berlini fal leomlásától napjainkig: Budde-Haus
1993 januárjában a klubházat bezárták, és visszatérítették Karl Mende örökösének. A városi civil egyesület indítványozására létrejött „Rettet das Budde-Haus“ (Mentsük meg a Budde-Haust) kampánynak köszönhetően Lipcse városa megvette a birtokot 2,4 millió német markáért. A teljes földterületet az épülettel együtt átvette az újonnan létrehozott Heinrich-Budde-Haus e. V. támogató egyesület.
1993. május 22-én a ház Heinrich-Budde-Haus művelődési házként nyitott újra. A gyakori kulturális programok és elsődleges renoválási munkálatok ellenére a Városi Hivatal továbbra is a birtok eladását tervezte. Miután a Heinrich-Budde-Haus közhasznú egyesület csődöt jelentett, Lipcse önkormányzatának kulturális osztálya vette át a birtokot. Egy kiírást követően pedig 2017 januárja óta a FAIRbund közhasznú egyesület üzemelteti tovább a házat kulturális központként.

## Építészet
A 19. században Gohlis közkedvelt lakónegyedében számos nagypolgári villa épült fel. A Feldstraßén (mai Lützowstraße) elhelyezkedő birtokot Gustav Adolf Bleichert mérnök vásárolta meg 1880-ban. Bleichert a rajta álló épületet lebontatta, és 1889-ben elkészítette az új villa építési terveit.
A munkálatokkal a neves lipcsei építészeti vállalatot, a Pfeifer und Händelt bízták meg, a kivitelezést pedig Eduard Steyer vezette. A főhomlokzat középső csúcsára vésve a „Villa Hilda” felirat olvasható, ami az építtető feleségére, Victoria Emilie Hildegard Bleichertre utal. Ezáltal a ház a Bleichert-villa megnevezésen kívül Villa Hildaként is ismertté vált.
Az építkezési munkálatok 1891-ig tartottak, és azt ezt követő évben a család be is tudott költözni. A ház eredeti pompáját a mai napig megőrizte. Külső homlokzata postelwitzi es cottai homokkővel, márvánnyal, stukkóval és aranydíszekkel gazdagon díszített, belső terét pedig ólomkeretes festett üvegablakok és finom famunkák ékesítik. A fő homlokzati részt ión oszlopok díszítik, és két oldalszárny fogja közre. A központi részen gyümölcsgirlandok, egy oroszlánfej (az erkély felett) és női mellszobrok vésett virágmotívumokkal láthatóak. A kompozíciót a háromszöges oromzaton elhelyezkedő címerpajzs dominálja a tulajdonos monogramjával ellátva. A mai lapostetőt egykor egy monumentális üvegkupola koronázta.
A főhomlokzat szimbolikus jellege folytatódik a központi lépcső alján elhelyezkedő díszkúton. Antik és asszír elemek ötvözete díszíti a kutat, mint például egyiptomi eredetű, szfinxhez hasonlatos mitológiai lények, oroszlánfej, delfinfigura es növénymotívumok. A belső tér egyformán gazdagon díszített: a lépcsősort valaha egy fali szökőkút ékesítette, és a rotunda eredetileg színezett üvegtetővel volt ellátva, ami fénnyel árasztotta el a tágas előteret.
A második világháború számos kárt hagyott maga után: a délkeleti sarok a télikerttel teljesen lerombolódott, és a belső üvegkupola a külső üvegpiramissal egyetemben eltűnt.

## A Bleichert-üzemek
A Gohlis negyedben elhelyezkedő “Adolf Bleichert & Co., Fabrik für Drahtseilbahnen Leipzig-Gohlis“ egy főként vasúti kábelekkel foglalkozó cég volt. Az egykori üzemeltetői épületek műemlék védelem alatt állnak, és kulturális örökségként tartják őket számon.

## A Budde-Haus névadója
Caspar Heinrich Budde 1887. január 28-án született Dorstfeldben (ma Dortmund városrésze) egy nyolcgyermekes család másodszülöttjeként. Számos képzés és gyakornoki tapasztalat után 1909 augusztusától a közlekedési eszközöket gyártó Adolf Bleichert & Co. cég alkalmazta mint technikust.
1914-ben elvette Elsét (szül. Funke), akitől két gyermeke született: Herbert (szül. 1910) es Gertrud (szül. 1915). 1914-ben a Budde család Duisburgba költözött, majd az első világháború után Heinrich Budde magánvállalkozóként, szállítóként dolgozott. 1921/22-ben visszatért Lipcsébe, ahol újonnan a Bleichert-vállalatnak kezdett el dolgozni gépészmérnökként. A világgazdasági válság alatt azonban Heinrich Budde munkanélküli lett. 1935-ben újra állást kapott a Mannesmann-Rohrleitungen A.G. cső- és vezetékgyártó lipcsei cégnél.
1943-ban, egy légi felderítő küldetés közben Heinrich Budde antifasisiszta kijelentéseket tett, amit kollégái jelentettek a Gestapónál, majd ennek következményeképpen a nácik letartóztatták. A vádirat uszítóbeszéddel gyanúsította meg Buddét, és azzal vádolta, hogy kommunista puccsot tervezett végrehajtani a német polgárok manipulálásával. A tárgyalás 1944 júliusában zajlott a drezdai felsőbb bíróságon, és Buddét hét év börtönbüntetésre ítélték a háborús intézkedések hátráltatásáért, ami polgári jogainak további hétévi megvonásával járt. Az államügyészség fellebbezést nyújtott be az ítélet ellen, amit túl enyhének tartott, és ezt követően a fasiszta népbíróság 1944. október 27-én aláírta a halálos ítéletet. Heinrich Buddét 1944. november 27-én kivégezték. Emlékére 1945-ben a Gohlis negyedben található Beaumontstraßét Heinrich-Budde-Straßéra nevezték át, és 1956 óta a Budde-Haus is az ő nevét viseli.